# Le Saulchoy

Le Saulchoy este o comună în departamentul Oise, Franța. În 1 ianuarie 2022 avea o populație de 105 de locuitori.